# Gare de Daejeon
La gare de Daejeon est une gare ferroviaire de la ligne Gyeongbu, de la ligne Chungbuk (en) et de la LGV Séoul-Pusan. Elle est située à Daejeon en Corée du Sud.
Mise en service en 1905, elle est notamment desservie par les Korea Train Express et des trains locaux et de marchandises.

## Situation ferroviaire
Elle est située sur la ligne Gyeongbu et la ligne Chungbuk (en).

## Histoire
La gare de Daejon est mise en service en 1905.

## Service des voyageurs

### Accueil
La gare est située au 218 Jungang-ro, Dong-gu, à Daejeon.

### Intermodalité
Elle est en correspondance avec la station Daejeon de la Ligne 1 du métro de Daejeon.